# Карабін Colt Lightning

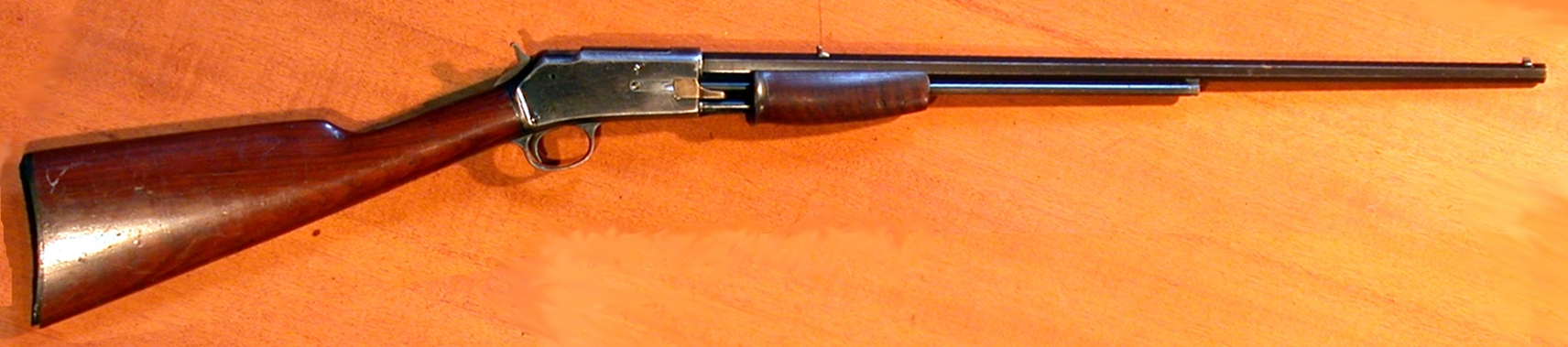
Гвинтівка Colt Lightning кал .22

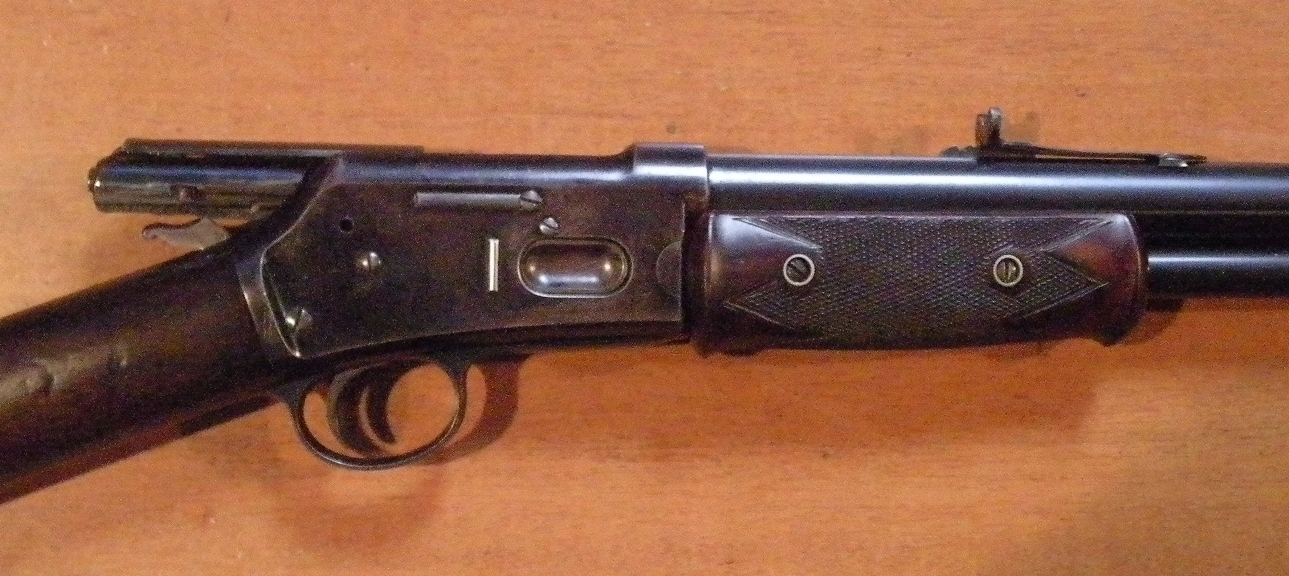
Відкритий затвор Colt-Lightning

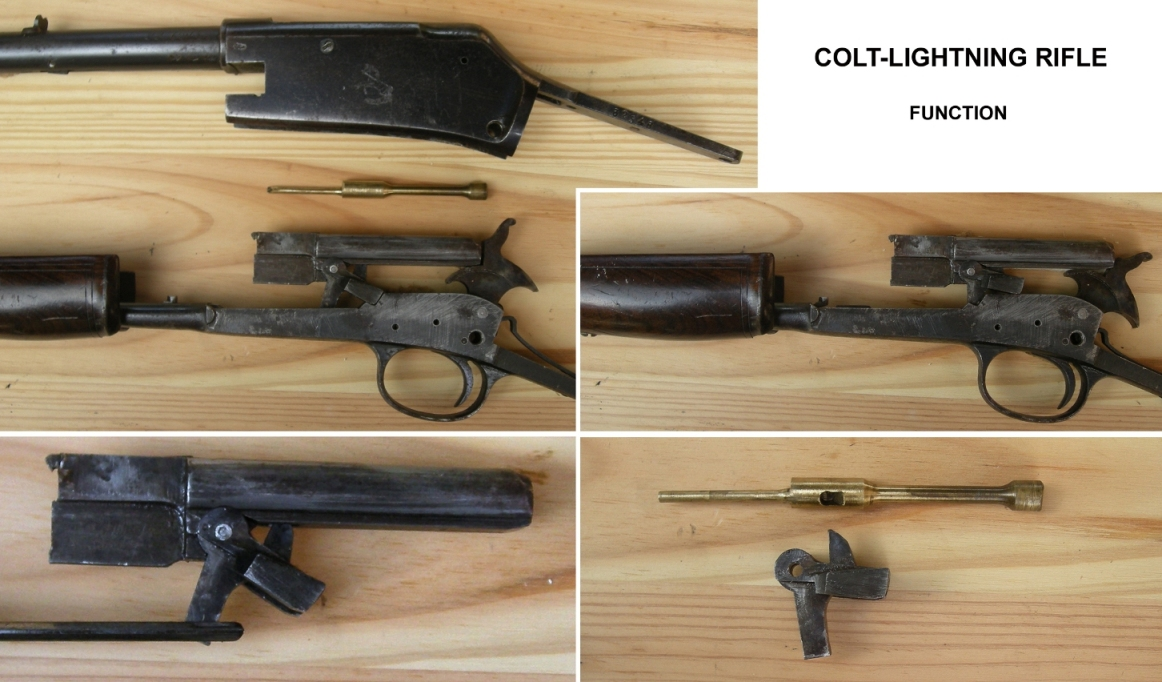
УСМ гвинтівки Colt-Lightning

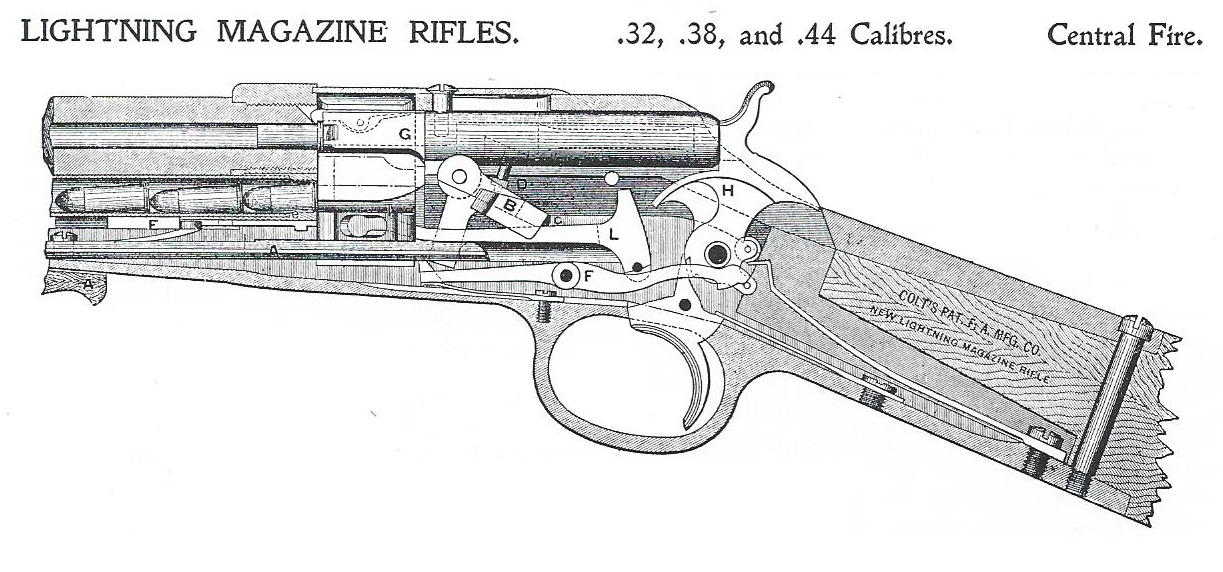
Гвинтівка Colt Lightning, вид в розрізі

Карабін Colt Lightning або гвинтівка Colt Lightning була помповою гвинтівкою виробництва Кольта з 1884 по 1904 роки під набій .44-40 калібру.  З часом Кольт зробив гвинтівку Lightning на рамах трьох різних розмірів, під широкий діапазон набоїв, від набою .22 Short і .38-40 до .50-95 Express. Зовнішній вигляд зброї схожий на помпові гвинтівки кільцевого запалення виробництва компаній Winchester Repeating Arms Company та Remington Arms. Гвинтівку Lightning використовували у якості спортивної зброї у США і використовувалися у поліцейському департаменті Сан-Франциско, але не була настільки популярною або поширеною, як тогочасні важільні гвинтівки.

## Варіанти
Магазинну гвинтівку Colt Lightning на рамі середнього розміру випускали з 1884 по 1904 роки. Це була перша помпова гвинтівка Кольта. За документами Кольта було випущено 89777 одиниць під набої .32-20, .38-40 та .44-40 калібрів в якості супутньої зброї до револьвера Colt Single Action Army.  Пропонували два варіанти: гвинтівка зі стволом 66 см та магазином на 15 набоїв, й карабін зі стволом 51 см та магазином на 12 набоїв. Департамент поліції Сан-Франциско замовив 401 гвинтівку кожна з яких мала ствол довжиною 66 см під набій .44-40 та мали штампи від S.F.P 1 до S.F.P 401 на нижній частині хвостовика.
Гвинтівка Lightning на малій рамі (також відома як "Second Model Colt Lightning") стала першою гвинтівкою кільцевого запалення, яку розробила та випускала компанія Кольт з 1887 по 1904 роки для розважальної стрільби. За даними Кольта було випущено 89912 одиниць під набій .22 Short та .22 Long. Довжина стволу становила 61 см, а гвинтівка мала синє воронування, загартований курок та горіхове ложа.
Гвинтівку Lightning на великій рамі (яку також називали "Express Model") випускали з 1887 та 1894 роки. За документами Кольта було випущено 6496 одиниці у різних калібрах, наприклад .38-56 WCF, .40-60 та .50-95 Express. Довжина стволу була 56 або 71 см.

## Сучасні версії
Копії гвинтівки Lightning для полювання, історичних реконструкцій та  змагань до сих пір випускають компанії Uberti, Taurus та Pedersoli у таких калібрах .38 Special/.357 Magnum, .44-40 та .45 Colt. Компанія Кольт випускала гвинтівки Lightning лише під набій .44-40.